# Terényi Lajos (alispán)
Terényi Lajos, Stummer Lajos (Disznóshorvát, 1825. június 14. – Gyula, 1863. április 6.) megyei alispán és országgyűlési képviselő. Ipolyi-Stummer Arnold püspök testvéröccse, Terényi Lajos ügyvéd és országgyűlési képviselő édesapja.

## Családja
A római katolikus nemesi származású terényi Stummer családban született. Apja, terényi Stummer Ferenc (1799-1848) Hont vármegyei főszolgabíró, a gróf Pálffyak jószágigazgatója, anyja, szmrecsányi Szmrecsányi Arzénia (1802-1881) volt. Stummer Lajos 1825. július 14.-én született Horváti-Disznóson anyai nagyanyja, Szmrecsányi Elekné horváti és disznósi Horvathy Ágnes (1771-1832) házánál. Édesapjának a nagybátyja, terényi Stummer János (c.1764-1842), táblabíró, Békés vármegyébe költözött el és hosszú közigazgatási szolgálat során több ízben a vármegye helyettes alispánja volt. Stummer János egyetlen fiúgyermeke, Stummer Imre, Békés megye tiszti alügyésze, nőtlen lévén, örökösének tette az ipolykeszi ágból unokatestvérének, Stummer Ferencznek fiát Terényi Lajost, akit már 1843-ban Békés megye nemessége sorába iktatta.

## Élete
Stummer Lajos Korponán, Selmecen, Pesten, Nagyszombatban és Pozsonyban tanult, ahol a jogi tanfolyamot bevégezve, törvénygyakorlat után 1843 tavaszán ügyvédi oklevelet nyert. 1844-ben Békés megye tiszteletbeli aljegyzőjévé nevezték ki, míg 1849 januárjában az orosházi járás szolgabírája, majd a megye alispánja és országgyűlési képviselője lett. Stummer családi nevét honti birtokáról Terényire változtatta. A szabadságharc után külföldre menekült. Visszatérve 1852. október 20-án nőül vette Beliczey Máriát, és visszavonulva családi körében élt. 1860. december 11-én a megye ismét alispánjának és az 1861. évi országgyűlésre az orosházi kerület képviselőjének választotta.
Jeles szónok és a határozati pártnak egyik legkiválóbb tagja volt; megyei és országgyűlési beszédei az egykorú hírlapokban és a képviselőház Naplójában vannak. Orosháza városa életrajzának és végső tiszteletének nyomtatásban közzétételét és arcképének tanácsterme számára lefestését határozta el.
Terényi Stummer Lajos 1863. április 6.-án hunyt el Békéscsabán 38 évesen.

## Házassága és gyermekei
Feleségül vette bajczai Beliczey Máriát. Házasságukból született:
- Terényi Lajos
- Terényi Berta
- Terényi Jolán
- Terényi Aba
- Terényi Ágnes